# Hemidactylus depressus
Hemidactylus depressus este o specie de șopârle din genul Hemidactylus, familia Gekkonidae, descrisă de Samuel Frederick Gray în anul 1842. A fost clasificată de IUCN ca specie cu risc scăzut. Conform Catalogue of Life specia Hemidactylus depressus nu are subspecii cunoscute.